# Margareta Stone
Lena Margareta Stone, född Larsson 27 februari 1962 i Överluleå församling (Boden),  är en svensk skådespelare.
Stone utexaminerades från Teaterhögskolan i Stockholm 1994. Hon debuterade 1996 i Carl Johan De Geers film Lögn i rollen som en student. Hennes mest kända roll är den som Barbro Palm i filmatiseringarna av LasseMajas detektivbyrå.

## Filmografi
- 1996 – Lögn
- 1997 – Skärgårdsdoktorn (TV-serie)
- 2000 – Det grovmaskiga nätet (TV-serie)
- 2000 – Pistvakt – En vintersaga (TV-serie)
- 2000 – Soldater i månsken (TV-serie)
- 2003 – En vinnartyp (kortfilm)
- 2003 – Kommer du med mig då
- 2004 – Danslärarens återkomst
- 2006 – Kronprinsessan (TV-serie)
- 2006 – Lasse-Majas detektivbyrå (TV-serie)
- 2008 – Lasse-Majas detektivbyrå – Kameleontens hämnd
- 2009 – Män som hatar kvinnor
- 2014 – Lasse-Majas detektivbyrå – Skuggor över Valleby